# دوته چاند
دوته چاند (انگلیسی: Dutee Chand؛ زادهٔ ۳ فوریهٔ ۱۹۹۶) ورزشکار دو و میدانی اهل هند است.
وی در مسابقات کشوری و بین‌المللی در مجموع برندهٔ ۲ مدال طلا و ۵ مدال برنز شده‌است.